# 戴德金η函數
戴德金η函數（Dedekind eta function）是定義在上半平面的全純函數，這是權1/2的模形式之一例。
對每個屬於上半平面的複數{\displaystyle \tau }，置{\displaystyle q=e^{2\pi i\tau }}，則η函數表為
{\displaystyle \eta (\tau )=q^{1/24}\prod _{n=1}^{\infty }(1-q^{n})}
η函數滿足以下函數方程：
- {\displaystyle \eta (\tau +1)=\exp({\frac {2\pi i}{24}})\eta (\tau )}
- {\displaystyle \eta (-1/\tau )={\sqrt {\frac {\tau }{i}}}\eta (\tau )}

此處的根號是方根函數在右半平面的解析延拓
{\displaystyle re^{i\theta }\mapsto r^{1/2}e^{i\theta /2},\quad |\theta |<\pi /2}。
一般而言，對{\displaystyle a,b,c,d\in \mathbb {Z} ,ab-cd=1}，我們有
{\displaystyle \eta \left({\frac {a\tau +b}{c\tau +d}}\right)=\epsilon (a,b,c,d)\left(-i(c\tau +d)\right)^{1/2}\eta (z)}
其中的自守因子{\displaystyle \epsilon }定為
{\displaystyle \epsilon (a,b,c,d)=\exp i\pi \left({\frac {a+d}{12c}}+s(-d,c)\right)}。
而{\displaystyle s(h,k)}為戴德金和
{\displaystyle s(h,k)=\sum _{n=1}^{k-1}{\frac {n}{k}}\left({\frac {hn}{k}}-\left\lfloor {\frac {hn}{k}}\right\rfloor -{\frac {1}{2}}\right)}

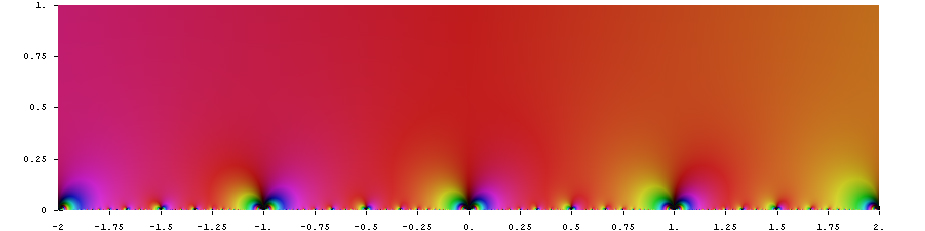
η函數的描繪

由此函數方程可知η是權1/2的模形式，因此可由η構造更多的模形式，例如魏爾施特拉斯的模判別式即可表為
{\displaystyle \Delta (\tau )=(2\pi )^{12}\eta (\tau )^{24}}。
事實上，由函數方程可知{\displaystyle \eta ^{24}}是權12的模形式，而這類模形式構成複一維向量空間，比較傅里葉展開的常數項，上式立可得證。
拉馬努金有一個著名的猜想：在傅立葉展開式中，對任一素數，的係數的絕對值恆。此猜想最後由德利涅證明。
上述諸例點出了模形式與若干古典數論問題的聯繫，例如以二次型表示整數以及整數分拆問題。赫克算子（英語：Hecke operator）理論闡釋了模形式與數論的關鍵聯繫，同時也聯繫了模形式與表示理論。

## 文獻
- Tom M. Apostol, Modular functions and Dirichlet Series in Number Theory (1990), Springer-Verlag, New York. ISBN 0-387-97127-0

## 外部連結
- 王淑红，邓明立. . 河北师范大学数学与信息科学学院.   [2018-12-29]. （原始内容存档于2021-10-04） （中文（中国大陆））.